# Sharjah Stadium
Das Sharjah Stadium (arabisch استاد الشارقة) ist ein Fußballstadion mit Leichtathletikanlage in Schardscha, Emirat Schardsa, Vereinigte Arabische Emirate. Es wird hauptsächlich für Fußballspiele verwendet und ist das Heimstadion des al-Schardscha in der UAE Arabian Gulf League. Das Stadion bietet 11.073 Menschen Platz. Einige Spiele der Junioren-Fußballweltmeisterschaft 2003 sowie der U-17-Fußball-Weltmeisterschaft 2013 sowie der Fußball-Asienmeisterschaft 2019 wurden in diesem Stadion ausgetragen.
Direkt neben dem Fußballstadion liegt das 1982 eröffnete Sharjah Cricket Stadium mit 16.000 Plätzen.